# Josep Bohigas Arnau
Josep Bohigas Arnau (Barcelona, 1967) és un arquitecte català. L'any 1990 va fundar juntament amb dos socis l'estudi d'arquitectura BOPBAA on hi va treballar fins al 2015. Ha estat professor a la Universitat Pompeu Fabra (Elisava) i professor de Projectes de la Càtedra Mies. Des de 2008 és Professor Associat de Projectes de l'ETSAB. Ha comissariat projectes culturals sobre habitatge com Barraca-Barcelona 2003, APTM 2005, Piso Piloto al 2015. És membre del comitè científic i organitzador del festival d'arquitectura EME3. Entre el 2001 i el 2005 va ser membre de la Junta Directiva del FAD. És premi FAD d'opinió del 1998, 2007, 2009, premi FAD d'espais efímers del 2000 i Premi Ciutat de Barcelona en Disseny del 2007 i d'Arquitectura al 2014. Com a arquitecte ha construït edificis com el cafè-concert El Molino i ha guanyat diversos concursos com l'ampliació del Museu Thyssen de Madrid, habitatges socials a la zona del Fòrum i la museografia del Museu Marítim, entre d'altres.
Des del gener del 2016 es director general de l’agència de desenvolupament urbà, Barcelona Regional 